# Јелена Токун
Јелена Васиљевна Токун (рус. Елена Васильевна Токун; Москва 15. март 1974) је руска ватерполо репрезетативка освајачица бронзане медаље на првом олимпијским турниру у ватерполу за жене на Олимпијским играма 2000. у Сиднеју.
Токунова је висока 174 цм, а тешка 68 кг.